# Pallavolo Reggio Emilia 2002-2003
Questa voce raccoglie le informazioni riguardanti la Pallavolo Reggio Emilia nelle competizioni ufficiali della stagione 2002-2003.

## Organigramma societario
Area direttiva
- Presidente: Silvano Ferraroni

Area tecnica
- Allenatore: Casadio Claudio (fino al 28 gennaio 2003), Giovanni Guidetti (dal 29 gennaio 2003)
- Allenatore in seconda: Matteo Badodi

Area sanitaria
- Medico: Giambattista Camurri, William Giglioli, Vincenzo Guiducci
- Fisioterapista: Adriano Casali, Vasco De Pietri

## Rosa
| N° | Nome               | Ruolo | Data di nascita   | Nazionalità sportiva |
| -- | ------------------ | ----- | ----------------- | -------------------- |
| 1  | Susanne Lahme      | C     | 10 settembre 1968 | Germania             |
| 2  | Ingrid Šišković    | S     | 6 giugno 1980     | Croazia              |
| 3  | Francesca Nicora   | S     | 11 settembre 1978 | Italia               |
| 4  | Frauke Dirickx     | P     | 3 gennaio 1980    | Belgio               |
| 7  | Bojana Radulović   | P     | 3 gennaio 1984    | Serbia e Montenegro  |
| 8  | Tania Quarantelli  | S     | 12 dicembre 1974  | Italia               |
| 8  | Emma Zanolla       | L     | 21 gennaio 1982   | Italia               |
| 9  | Tayyiba Haneef     | S     | 23 marzo 1979     | Stati Uniti          |
| 10 | Henriëtte Weersing | S     | 11 ottobre 1965   | Paesi Bassi          |
| 11 | Maria Pia Romanò   | C     | 13 febbraio 1976  | Italia               |
| 12 | Anna Bo            | P     | 5 marzo 1974      | Italia               |
| 13 | Micaela Vecerková  | C     | 21 aprile 1973    | Rep. Ceca            |
| 14 | Tara Cross         | S     | 16 settembre 1968 | Stati Uniti          |